# Приморское кольцо (Калининградская область)
Приморское кольцо (Кольцевой маршрут в районе Приморской рекреационной зоны) — скоростная дорога федерального значения в Калининградской области, первая в регионе автодорога такого класса. Учётный номер А-217. Приморское кольцо свяжет между собой Калининград, приморские курорты Светлогорск, Пионерский, Зеленоградск, международный аэропорт Храброво и города Балтийск и Светлый.
На первом участке трассы Калининград-Зеленоградск (с подъездом к аэропорту Храброво) открыто движение транспорта в 2009 году, в ноябре 2011 года по магистрали можно было добраться от Калининграда до Светлогорска (с ответвлением к Пионерскому). Всё кольцо первоначально планировалось ввести до 2014 года. До 2011 года дорога имела статус региональной. После начала подготовки к чемпионату мира по футболу в 2018 году дорога была передана в федеральную собственность и получила номер А-217.

## История
2008 год: первый участок кольца: Калининград — Зеленоградск с ответвлением в аэропорт Храброво. Торжественное начало укладки асфальтобетона будущей автострады состоялось 22 августа 2008 года.
2009 год: по ситуации на март трасса, соединявшая Калининград (от улицы А. Невского) и Зеленоградск была разобрана и не функционировала на участке от поворота на аэропорт Храброво до посёлка Сосновка.

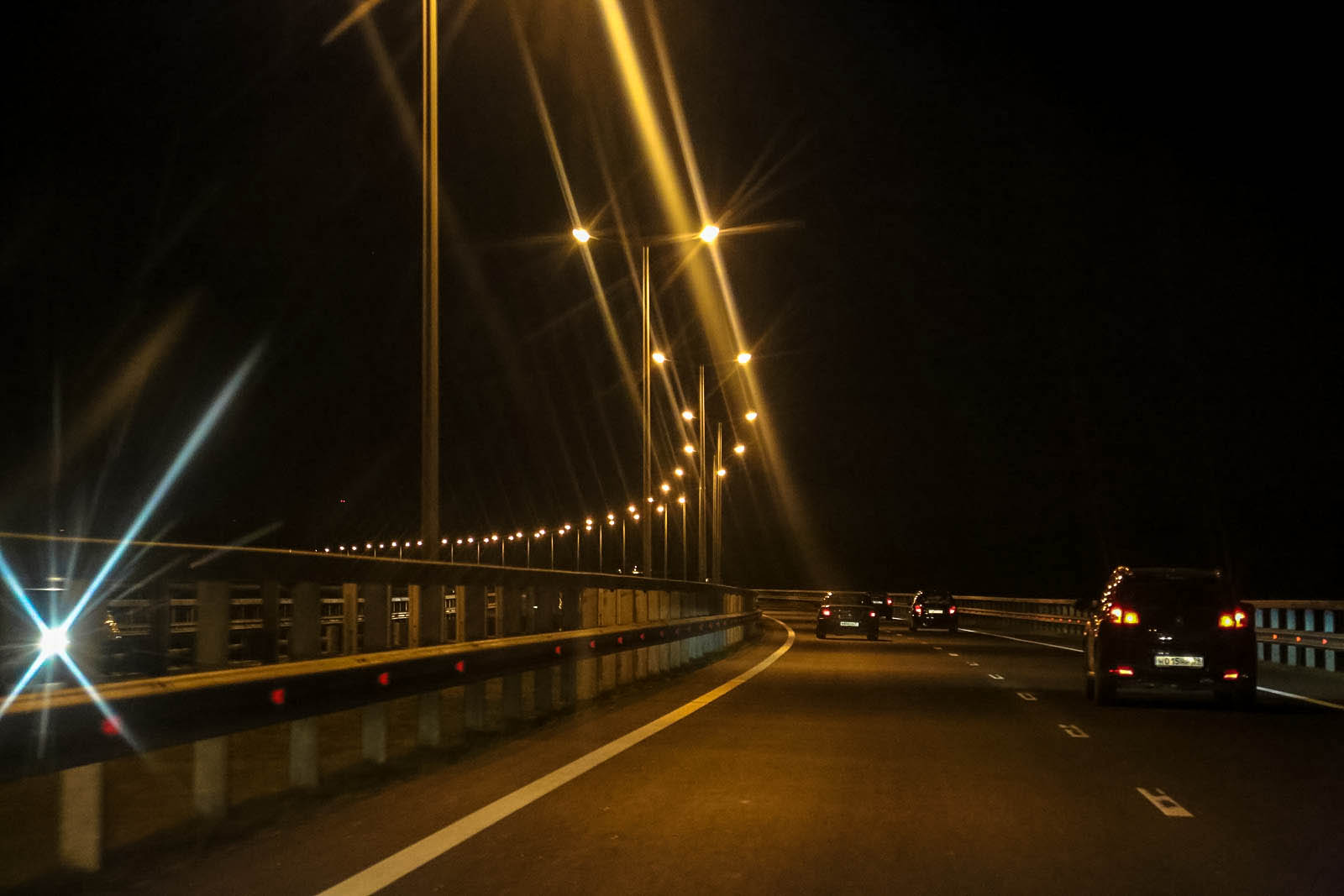
Приморское кольцо

С 24 июля 2009 года часть строящейся трассы эпизодически открывалась для использования в направлении Зеленоградска. Такое решение было принято для разгрузки другого пути к Зеленоградску.
27 октября состоялось открытие первого участка автострады, построенного специалистами компании ЗАО «ВАД» из Санкт-Петербурга, а действующий на тот момент губернатор области — Боос Г. В. предложил присутствовавшему на открытии премьер-министру РФ В. В. Путину сделать трассу платной для самоокупаемости. Однако данный вопрос так и остался пожеланием и в настоящее время не рассматривается.
29 ноября 2011 года президент РФ Д. А. Медведев открыл движение по новому построенному участку Приморского кольца: от транспортной развязки на г. Зеленоградск до Светлогорска с подъездом к г. Пионерскому. Кроме того, Медведев заявил, что считает необходимым продолжить строительство «Приморского кольца» — на следующем его участке Светлогорск — Балтийск.
Летом 2015 года начались работ на 1 подэтапе 2 очереди и на пятой очереди Приморского кольца.
2019 год. Построен и сдан участок Северного обхода Калининграда от Московского проспекта до развязки с улицей Невского (1 этап II очереди строительства).
8 мая 2020 года АО «ВАД» из Санкт-Петербурга как единственный участник и победитель аукциона был выбран подрядчиком на реконструкцию II очереди (1 подэтап 2 этапа) Северного обхода от развязки Александра Невского до улицы Горького с обустройством там двухуровневой транспортной развязки.
17 февраля 2021 года АО «ВАД» из Санкт-Петербурга был выбран подрядчиком на строительство развязки Северного обхода с Советским проспектом в рамках 2 этапа строительства. 18 апреля «ВАД» также выиграл подряд на подготовку территории под строительство участка Приморского кольца от Светлогорска до Круглово.
В  2022 году АО «ВАД» было выбрано для строительства двух из пяти участков 7 и 9 очередей трассы от Светлогорска до Круглово.

## Технические данные
Так называемое «Приморское кольцо» — Кольцевой маршрут в районе Приморской рекреационной зоны — в большинстве СМИ освещается как автомагистраль, но таковой не является несмотря на высшую категорию (Iб). Строительство маршрута, помимо участка протяжённостью около 140 км (с учётом всех подъездов) проходящего вдоль побережья, включает в себя реконструкцию Северного и Южного обходов г. Калининграда, общей протяжённостью около 45 км. Автомобильная дорога запроектирована с четырьмя полосами движения (по 2 полосы (2 х 3,75 м) в каждом направлении) с расчётной максимальной скоростью движения — 120 км/ч (в настоящее время максимальная скорость на некоторых участках ограничена 110 км/ч). На трассе предусмотрены многоуровневые транспортные развязки. С целью соединения разобщённых дорогой территорий предусмотрено сооружение путепроводов. Ширина земляного полотна дороги — 28,5 м. Первоначальная ориентировочная протяжённость маршрута на стадии предпроектных изысканий (2005—2006 годы) составляла чуть более 179 км. В процессе реализации 1 очереди (автодороги Калининград-Зеленоградск с подъездом к аэропорту «Храброво») и следующего участка — от транспортной развязки на г. Зеленоградск до транспортной развязки на г. Светлогорск с подъездами к городам-курортам Пионерский и Светлогорск, общая протяжённость составила 186 км. С учётом того, что «Приморское кольцо», являющееся линейным объектом капитального строительства, реализация (проектирование и строительство) оставшихся участков которого ещё не завершено, его общая протяжённость будет незначительно корректироваться.
Кольцо будет опоясывать Калининградский полуостров, не заходя в населённые пункты. От кольца будут ответвления к аэропорту Храброво, Зеленоградску, Пионерскому, Светлогорску, Янтарному, Балтийску и Светлому. В районе Калининграда кольцо будет примыкать к Окружной дороге.

## Очерёдность строительства

### Завершенные этапы
- 1 очередь — автомобильная дорога Калининград-Зеленоградск с подъездом к аэропорту «Храброво». Протяжённость 25,695 км, в том числе подъезды к аэропорту — 4,66 км, к г. Зеленоградску — 4,44 км'. 4 полосы (по 3,75 м) для движения. Строительство — 2007—2009 годы.
- 2 очередь — реконструкция Северного обхода г. Калининграда. Ориентировочная протяжённость 22,7 км (с учётом подъезда к г. Гурьевску — около 26 км). 6 полос для движения. По состоянию на 2024 год, 1-й этап завершён полностью, 2-й этап завершён частично:

1. 1-й этап — в 2014—2021 годах реконструирован участок от пересечения с Московским проспектом, включая строительство развязки с ним, до пересечения с Промышленной улицей (с реконструкцией развязок на пересечении с трассой на Гурьевск, в районе пересечения с ж/д на Советск и на пересечении с началом Приморского полукольца (трассой на г. Зеленоградск из 1 очереди) и улицей Александра Невского) длиной 10,2 км; также проведена реконструкция подъезда к г. Гурьевску[16][17];
2. 2-й этап — в 2020—2022 годах реконструирован участок от развязки Александра Невского до путепровода над ж/д путями, расположенного за развязкой с улицей Генерала Челнокова с обустройством двухуровневой транспортной развязки на пересечении с улицей Горького (развязка с улицей Генерала Челнокова была реконструирована в 2020 году, при строительстве новой дороги в Чкаловск[18][19]) длиной 4,7 км, движение открыто 15 ноября 2022 года[20]. 30 ноября 2023 года завершена реконструкция развязки на пересечении с Советским проспектом с участком обхода длиной 1,8 км[21].

- 4 очередь — автомобильная дорога от транспортной развязки на г. Зеленоградск до транспортной развязки на г. Светлогорск. Протяжённость 26,665 км, в том числе подъезд к г. Пионерский — 4,0 км, подъезд к г. Светлогорску - 1,58 км. Основное направление — 4 полосы (по 3,75 м) для движения, подъезды — 2 полосы (по 3,75 м). Строительство — 2010—2012 годы.
  - 7 очередь — подъезд к г. Светлогорску из состава 7 очереди. Строительство — 2010—2012 годы.
- 5 очередь — реконструкция мостового перехода через реки Старая и Новая Преголя — Берлинского моста на Объездной дороге. Протяжённость 1,9 км (от начала пересечения с ул. Емельянова до начала пересечения с Московским проспектом, в том числе мост — более 640 м. 6 полос (по 3,75 м) для движения. Реализована в 2 этапа: 1) строительство нового моста рядом с существующим в 2011—2014 годах; 2) разборка старого моста и сооружение на его месте нового (2-го пролета) в 2014—2016 годах.

### В стадии реализации
- 2 очередь

1. 2-й этап, 3 и 4 подэтапы — контракты на реконструкцию участка Северного обхода от Советского проспекта до Балтийского шоссе заключены в начале 2021 года[22][23]. Работы на участке длиной около 6 км должны завершить в 2025 году[24], хотя официально контракт действует до 7 октября 2027 года[25].

- 7 очередь — участок от транспортной развязки на г. Светлогорск до транспортной развязки на п.г.т. Янтарный общей протяженностью 11,9 км с подъездом к г. Светлогорску (подъезд к Светлогорску протяжённостью 1,58 км был реализован в составе строительства 4 очереди). Протяжённость непосредственно основного направления - 11,79 км. Осенью 2022 года началось строительство первых двух этапов (основного направления 7 и части 9 очереди) от развязки на Светлогорск до развязки в районе посёлка Русское общей длиной 8,34 км. Сдать участок в эксплуатацию планируют к концу 2026 года, но возможно это будет сделано раньше[26].
- 9 очередь — участок от транспортной развязки на п.г.т. Янтарный до транспортной развязки в районе пос. Русское в направлении развязки на г. Балтийск (2 этап протяжённостью 6.31 км) с подъездами к п.г.т. Янтарный (3 этап протяжённостью 6,874 км), пос. Донское (4 этап протяжённостью 10,383 км) и игорной зоне в районе пос. Поваровка (5 этап протяжённостью 4.1 км). Первоначально, генеральным проектировщиком при общем проектировании кольцевого маршрута в 2006-2008 годах, предполагалось завершить 9 очередь транспортной развязкой на г. Балтийск, при уточнении проектных решений граница перенесена порядка 10 км севернее - на транспортную развязку в районе пос. Русское.

Общая схема реконструкции Северного обхода.

### Перспектива
- 3 очередь — участок от г. Калининграда (пос. им. А. Космодемьянского) до транспортной развязки на г. Светлый с подъездом к г. Светлый, общей протяженностью 12,3 и 4,6 км соответственно. В феврале 2024 года было заявлено, что к строительству не приступят раньше 2027-2028 годов[27].
- 6 очередь — участок от транспортной развязки на г. Светлый до транспортной развязки на г. Балтийск с подъездом к г. Балтийску, общей протяженностью 11,7 и 13,8 км соответственно. В феврале 2024 года было заявлено, что к строительству не приступят раньше 2027-2028 годов[27].
- 8 очередь — реконструкция Южного обхода г. Калининграда (с устройством транспортных развязок с ул. Емельянова и ул. Дзержинского), общей протяженностью 7,44 км.
- 9 очередь — участок от транспортной развязки на пос. Янтарный до транспортной развязки на г. Балтийск с подъездами к пос. Янтарный и Донское, общей протяженностью 10,0 и 17,3 км соответственно.
- 10 очередь — реконструкция участка Южного обхода г. Калининграда от транспортной развязки с ул. Дзержинского до 5 км «Берлинки» с устройством транспортной развязки в районе пос. Поддубное; строительство нового участка от пос. Поддубное до транспортной развязки с автодорогой Калининград-Мамоново в районе яхт-клуба у пос. Шоссейное. Общая протяженность 10 очереди — 12,55 км.
- 11 очередь — мостовой переход через Калининградский залив и Калининградский морской судоходный канал длиной 8,1 км[28][29] (западный обход Калининграда, от пос. Шоссейное до пос. им. А. Космодемьянского). Проект моста отправлен на госэкспертизу в начале марта 2024 года[30].

## Финансирование
Стоимость контракта первой очереди (Калининград—Зеленоградск + ответвление в аэропорт Храброво, 26,7 км): 7,07 млрд рублей. Из них финансирование из областного бюджета — около 10 %.
Стоимость строительства автострады в целом — 50-60 млрд руб[когда?]

.